# Trăn cộc
Trăn cộc (Python curtus) là loài trăn sinh sống ở Đông Nam Á. Có ba phân loài đã được công nhận dù vài phân loài được một số tác giả coi là các loài riêng.

## Mô tả

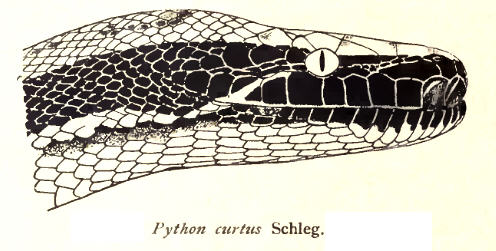

Trăn cộc trưởng thành dài 1,5-2,5 m (5–8 feet) và khá nặng. Đuôi rất ngắn so với thân. Da trăn cộc có các màu: be, nâu vàng hoặc nâu xám điểm các đốm màu đỏ hoặc đỏ gạch.,

## Thức ăn
Trăn cộc ăn các loài thú và chim.

## Phân bố địa lý
Trăn cộc có ở nam Thái Lan, Malaysia (bán đảo Mã Lai và Sarawak) (kể cả Pinang), Indonesia...

## Khóa phân loại

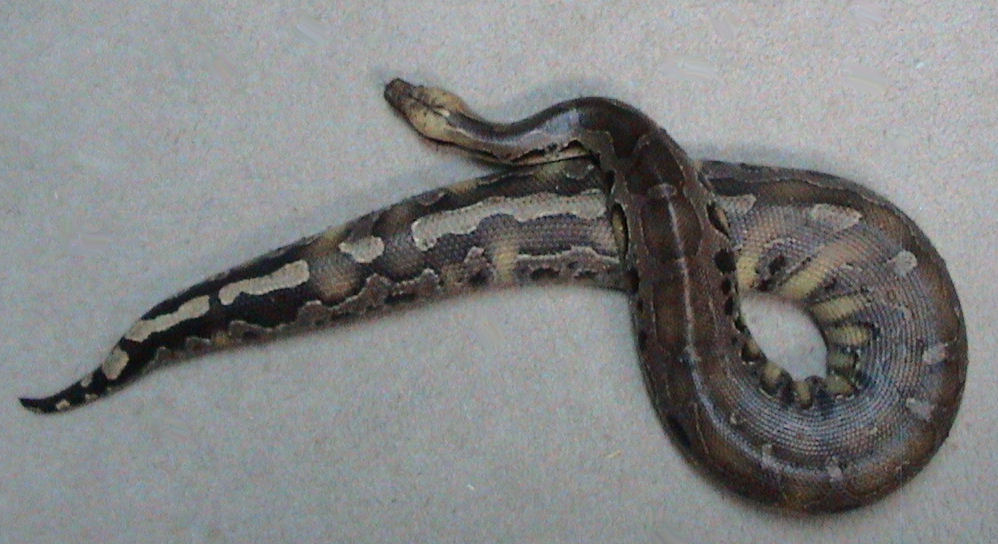

Phân loài P. c. brongersmai được Pauwels et al. đưa lên thành một loài(2000)., P. c. breitensteini được Keogh, Barker và Shine (2001) nâng thành một loài. Sự phân hướng của các phân loài được coi là do sự tách biệt của các quần thể. 
Các phân loài trăn cộc:
Python curtus Schlegel, 1872
Python curtus curtus, tây và nam Sumatra.
Python curtus breitensteini Steindachner, 1880.
Python curtus brongersmai Stull, 1935.
Python curtus breitensteini, Schlegel, 1872.
Các tên đồng nghĩa gồm:
- Python curtus - Schlegel, 1872
- Aspidoboa curtus - Sauvage, 1884
- Python curtus - Boulenger, 1890
- Python curtus - Boulenger, 1893
- Python curtus curtus - Stull, 1935
- Python curtus curtus - Stimson, 1969
- Python curtus - Stuebing, 1991

## Hình ảnh

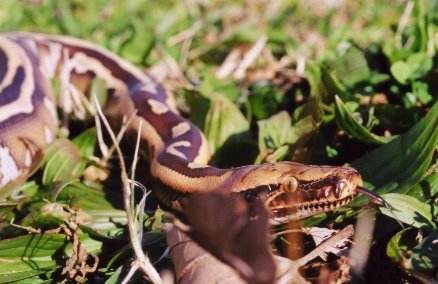
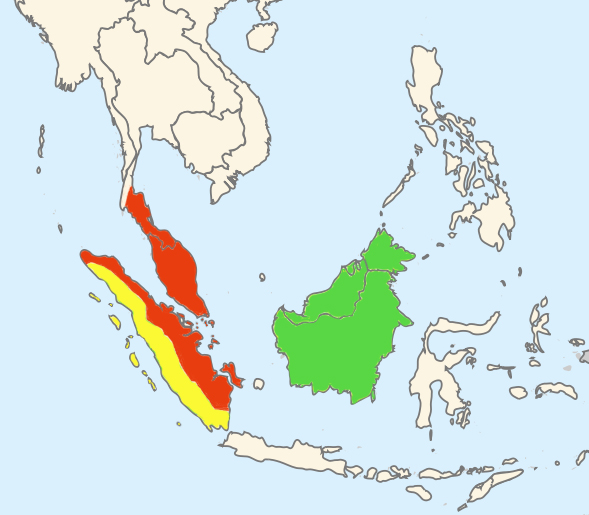
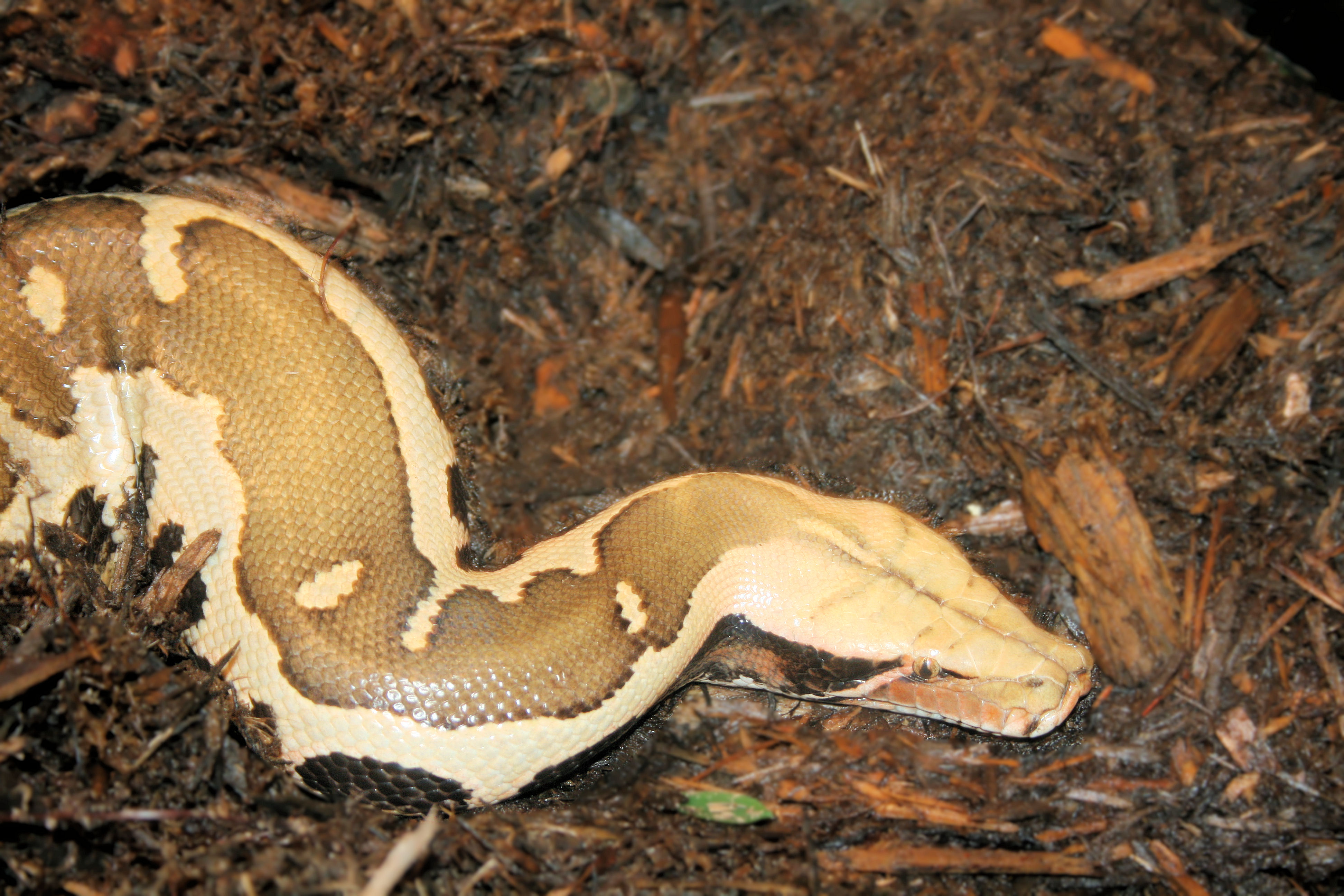
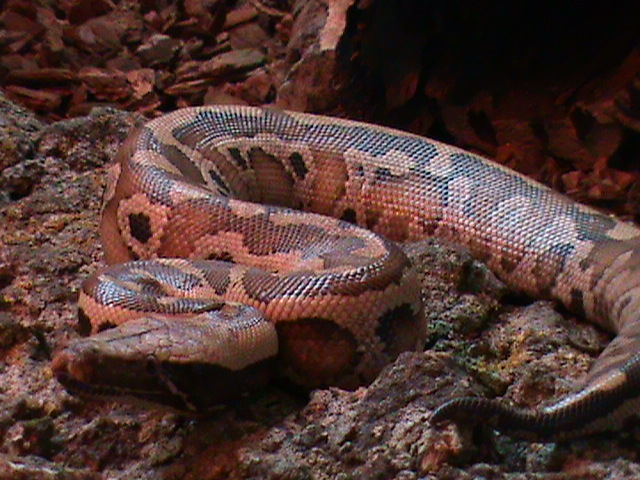